# Archarius crux
Archarius crux är en skalbaggsart som först beskrevs av Fabricius 1777.  Archarius crux ingår i släktet Archarius, och familjen vivlar. Enligt den finländska rödlistan är arten nära hotad i Finland. Arten är reproducerande i Sverige. Artens livsmiljö är sandstränder vid sötvatten.

## Bildgalleri

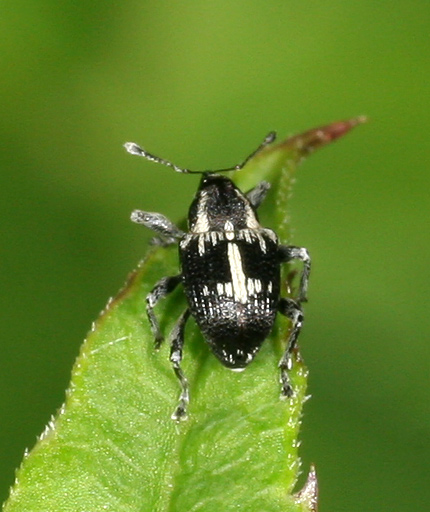